# 130 (число)
Вижте пояснителната страница за други значения на 130.
130 (сто и тридесет) е естествено, цяло число, следващо 129 и предхождащо 131.
Сто тридесет с арабски цифри се записва „130“, а с римски цифри – „CXXX“. Числото 130 е съставено от три цифри от позиционните бройни системи – 1 (едно), 3 (три), 0 (нула).

## Общи сведения
- 130 е четно число.
- 130-ият ден от годината е 10 май.
- 130 е година от Новата ера.